# Ida Craddock

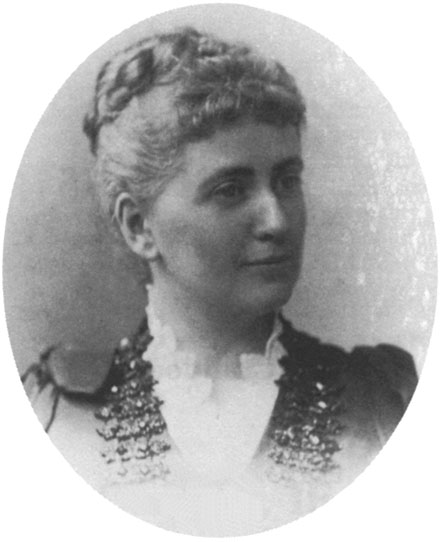
Ida Craddock

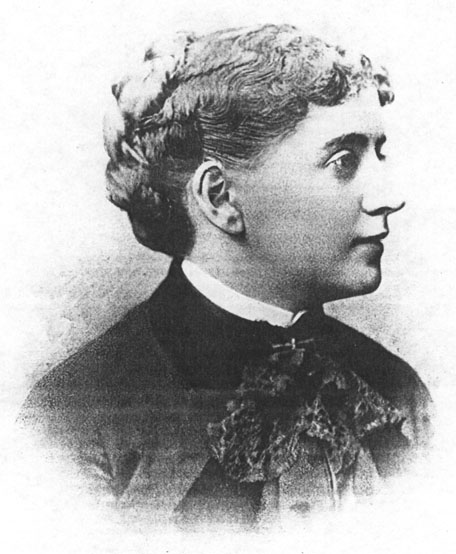
Ida Craddock, Profilbild

Ida C. Craddock (* 1. August 1857 in Philadelphia, Pennsylvania; † 16. Oktober 1902 in New York City) war eine amerikanische Feministin, Mystikerin und Autorin.

## Herkunft
Ida Craddock kam in Philadelphia zur Welt und verlor ihren Vater als Zweijährige. Sie erhielt Hausunterricht von ihrer Mutter und eine an Idealen der Quäker orientierte Erziehung.
Craddock wurde zur Zulassung bei der University of Pennsylvania empfohlen, sie wäre eine der ersten Studentinnen dort gewesen. Die Zulassung wurde ihr 1882 dennoch verweigert. Craddock baute sich mit einem Lehrbuch der Stenographie und Unterricht des Fachs am Giraud College eine Existenz auf. Ende der 1880er Jahre ließ sie ihre quäkerische Prägung hinter sich und interessierte sich nach 1887 zunehmend für okkulte Themen und die Theosophie. Zudem wurde sie bei der American Secular Union aktiv.
Craddock war Unitaristin und beschäftigte sich zudem mit Esoterik und insbesondere den religiösen und erotischen Aspekten des Yoga. Niemals verheiratet, gab sie an, mit einem Engel namens Soph in Beziehung zu stehen.
Ihre Mutter verstieß sie daraufhin und versuchte sie in eine Klinik einweisen zu lassen. Craddock zog nach Chicago und bot in der Dearborn Street eine erotische Beratung für Paare an, die sowohl persönlich als auch über Broschüren- und Buchversand erfolgte. Überregional wurde sie bis zur Jahrhundertwende vor allem durch Artikel zur Verteidigung der Little-Egypt-Bauchtänzerinnen Farida Mazar Spyropoulos, Ashea Wabe und Fatima Djemille bekannt.
Aufgrund dessen begann ihre lange Auseinandersetzung mit Anthony Comstock, einem puritanischen Politiker, der sich zur persönlichen Nemesis von Craddock entwickeln sollte.

## Schriften
Craddock schrieb einige Traktate und Anleitungen zur menschlichen Sexualität und zur ehelichen Beziehung. Die Werke hatten Titel wie Heavenly Bridegrooms, Psychic Wedlock, Spiritual Joys, The Wedding Night und Right Marital Living.
Der Magier und Okkultist Aleister Crowley rezensierte Heavenly Bridegrooms (Himmlische Brautleute) in seinem Magazin The Equinox als:

„…eines der bemerkenswertesten menschlichen Dokumente überhaupt, welches als Buch ordentlich herausgegeben gehört. Die Autorin behauptet, mit einem Engel verheiratet zu sein. Sie führt die entsprechende Philosophie sehr weit aus….
…Dieses Buch ist von unschätzbarem Wert für jeden Studenten der okkulten Materie. Keine Magick-Bibliothek ist ohne es komplett.“

Die erotischen Anleitungen galten als obszön, ihre Verbreitung durch Craddock wurde geächtet und mehrfach mit Gefängnisstrafen geahndet. Craddocks angebliches Plädoyer für die Freie Liebe wurde zudem mit ihren okkulten Neigungen verknüpft und entsprechend karikiert. Craddock sprach sich allerdings für eine monogame Beziehung zwischen Eheleuten auf Augenhöhe und unter anderem gegen Prostitution, Abtreibung und Masturbation aus. Wesentlich für die Auseinandersetzung mit Comstock und anderen Zeitgenossen war ihr offenes Reden über Sexualität als Frau. Die massenhafte Verbreitung ihres Werkes Right Marital Living („Das rechte Eheleben“) nach einer Veröffentlichung in dem angesehenen medizinischen Fachjournal The Chicago Clinic führte 1899 zu einer Verurteilung. Comstock machte den Versand über den United States Postal Service zur Grundlage eines Verfahrens. Die Schrift selbst wurde den Geschworenen dabei vorenthalten.
1902 wurde sie in New York wegen des Versands der Schrift The Wedding Night (Die Hochzeitsnacht) zu einer Haftstrafe verurteilt. Nach ihrer Entlassung wurde sie auf Veranlassung Anthony Comstocks, dessen Comstock-Gesetze die vorigen Verurteilungen möglich gemacht hatten, erneut angeklagt.
Nach einer Verurteilung zu fünf Jahren Gefängnis beging sie am 16. Oktober 1902, einen Tag vor dem Haftantritt, Suizid. Sie hinterließ eine persönliche Notiz an ihre Mutter und einen offenen (Abschieds-)Brief, der sich insbesondere mit Comstock auseinandersetzte.

## Nachwirken
Posthum wurde ihr Werk von Theodore Albert Schroeder aufgearbeitet. Schroeder nahm an, dass Craddock entgegen ihren Aussagen zumindest zwei menschliche Liebhaber hatte. Die von Craddock empfohlenen und beschriebenen sexuellen Techniken fanden unter anderem in Sex Magick von Louis T. Culling Verwendung. Ihr Nachlass ist Teil der Sammlung der Southern Illinois University Carbondale.
Die Auseinandersetzung mit Comstock ist unter anderem Thema des Theaterstückes Smut von Alice Jay und Joseph Adler, welches 2007 in Miami uraufgeführt wurde.